# Philodicus fuscipes
Philodicus fuscipes là một loài ruồi trong họ Asilidae. Philodicus fuscipes được Ricardo miêu tả năm 1921. Loài này phân bố ở miền Ấn Độ - Mã Lai.